# Unni Lindell

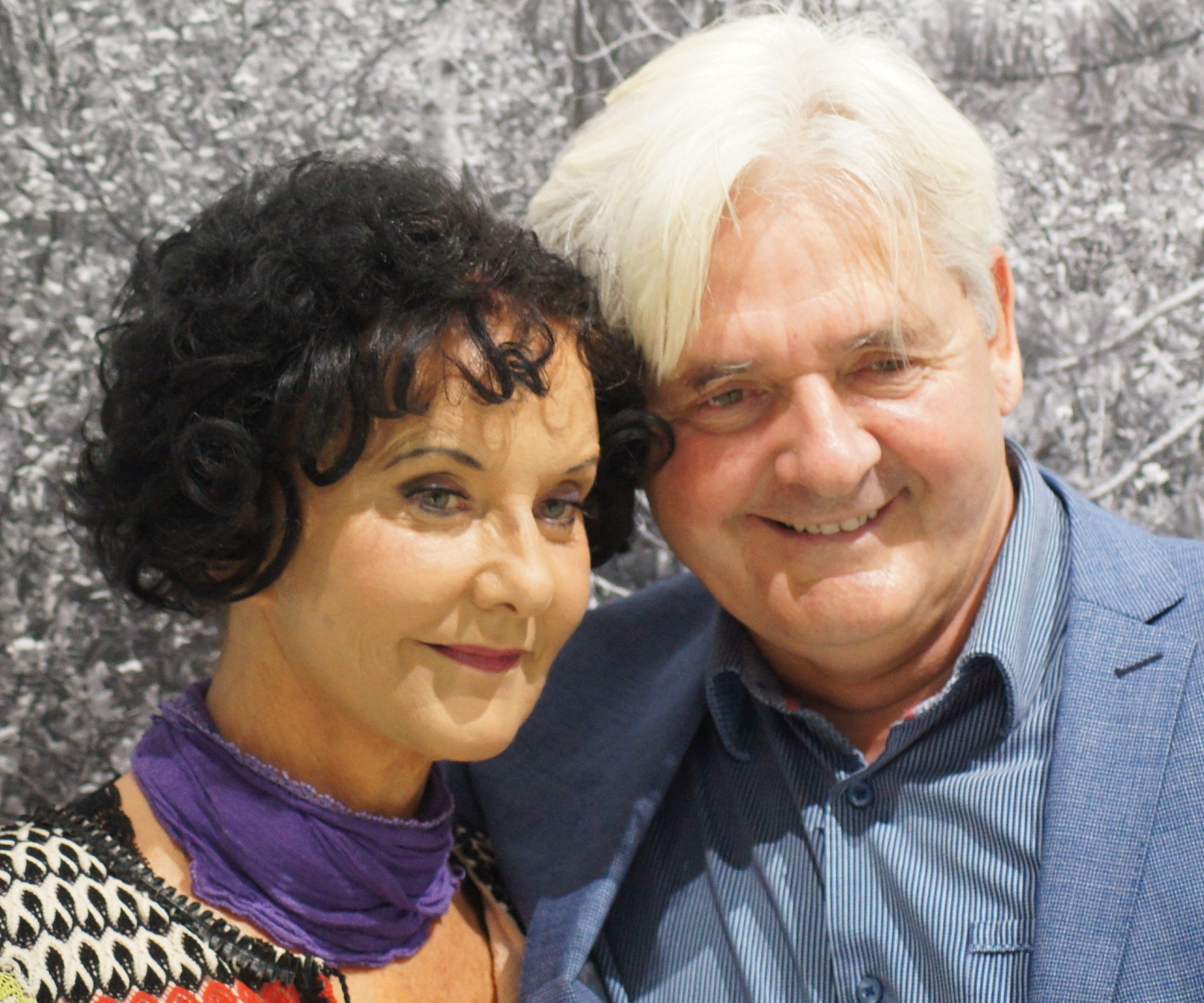
Unni Lindell mit Kjell Ola Dahl (2019)

Unni Maria Lindell (* 3. April 1957 in Oslo) ist eine norwegische Schriftstellerin, Übersetzerin und Journalistin. Lindell wurde zunächst als Autorin von Jugendliteratur bekannt, bevor sie sich dem Genre des Kriminalromans zuwandte.

## Leben und Werk
Nach ihrem Studium der Romanistik bereiste Unni Lindell verschiedene europäische Länder. Anschließend machte sie eine Ausbildung als Journalistin und arbeitete als Freie Mitarbeiterin für verschiedene Zeitungen und Zeitschriften. Doch schon seit ihrer frühen Jugend galt ihr Interesse der Schriftstellerei.
Anfänglich verfasste sie kleinere Gedichte, die in Wochenmagazinen erschienen, bevor sie 1986 mit dem Jugendroman Den grønne dagen ihr Debüt als Schriftstellerin gab. Es folgten eine Gedichtsammlung, Novellen, humoristische Werke sowie eine Reihe von Kinder- und Jugendbüchern.
Ihren größten Erfolg feierte Lindell jedoch mit den Kriminalromanen um den Osloer Kommissar Cato Isaksen, die ab 2005 in der norwegischen Filmreihe als Kommissar Isaksen verfilmt wurden.
Für den Roman Drømmefangeren (deutsch Pass auf, was du träumst) erhielt sie 1999 den Riverton-Preis für den besten norwegischen Kriminalroman. Ihre Bücher wurden bereits in zehn Sprachen, darunter deutsch, übersetzt und einige Romane auch verfilmt. Der Dreiteiler Drømmefangeren nach dem gleichnamigen Kriminalroman aus dem Jahr 1999 wurde vom norwegischen Fernsehen NRK 2005 ausgestrahlt. 2008 folgte die Fernsehfassung des Romans Sørgekåpen. Im Jahr 2018 erhielt sie den Riverton-Preis ein zweites Mal für den Roman Dronen.
International erfolgreich ist Unni Lindell auch mit ihrer Kinderbuchreihe über das kleine Gespenst Bella Buuuh (im Original Nifse Nilla).
Unni Lindell lebt heute mit ihrem Mann und zwei Söhnen in Røyken in der Nähe von Oslo.